# Bad Kreuznach
Bad Kreuznach est une ville allemande. Elle est située sur la rivière Nahe.
La ville et ses environs sont connus à l'échelle nationale et internationale pour leurs vins, en particulier des cépages blancs riesling, sylvaner et müller-thurgau.

## Histoire
| Appartenances historiques Comté de Sponheim 1179-1227 Comté de Sponheim-Kreuznach 1227-1417 Comté de Sponheim-Starkenburg/ Palatinat du Rhin 1417-1437 Comté de Veldenz/ Palatinat du Rhin/ Margraviat de Bade 1437-1444 Palatinat-Simmern-Deux-Ponts/ Palatinat du Rhin/ Margraviat de Bade 1444-1459 Palatinat-Simmern/ Palatinat du Rhin/ Margraviat de Bade 1459-1535 Palatinat-Simmern/ Palatinat du Rhin/ Margraviat de Bade-Bade 1535-1559 Palatinat du Rhin/ Margraviat de Bade-Bade 1559-1708 Palatinat du Rhin 1708-1797 République cisrhénane (Rhin-et-Moselle) 1797-1802 République française (Rhin-et-Moselle) 1802-1804 Empire français (Rhin-et-Moselle) 1804-1813 Royaume de Prusse (Grand-duché du Bas-Rhin) 1815-1822 Royaume de Prusse (Province de Rhénanie) 1822-1918 République de Weimar 1918-1933 Reich allemand 1933-1945 Allemagne occupée 1945-1949 Allemagne 1949-présent |

### Préhistoire et Antiquité
Dès le Ve siècle av. J.-C., il existe des preuves d'un établissement celte dans la région. À partir de -58, la région fait partie de l'Empire romain, avec un vicus romain nommé Cruciniacum, formant un relais entre Mayence (Mayence) et Trèves (Augusta Treverorum).
Vers 250, un gigantesque palais (81 m × 71 m) y a été construit, avec un péristyle, et de 50 pièces au rez-de-chaussée. Dans le cadre de la fortification du limes contre les envahisseurs alamans, Valentinien Ier avait un camp romain construit ici autour de 370.

### Moyen Âge
Vers l'an 500, après l'effondrement de l'Empire romain, Kreuznach est un village des Royaumes francs émergents. Il s'est ensuivi les constructions d'églises dans les murs du fort romain, la première dédiée à saint Martin, et plus tard une église consacrée à saint Kilian. Kreuznach est mentionnée dans les Annales royales des Francs en l'an 819.
Entre 1206 et 1230, le comte Gottfried III, malgré une interdiction de Philippe de Souabe, construit le Kauzenburg (de) accompagné par la construction de la Burgbau, sur la rive nord de la Nahe, à l'emplacement actuel de Neustadt Bad Kreuznach.
En 1235 ou 1270, Bad Kreuznach reçoit le statut de ville avec son marché, les taxes et droits de douane en vertu de la règle des comtes de Sponheim, confirmé en 1290 par Rodolphe Ier du Saint-Empire.
Avec l'extinction de la ligne des Sponheim en 1414, la seigneurie de Kreuznach est répartie entre les comtes de Veldenz, le margrave de Bade et le comté palatin de Simmern.

### XVIIesiècle
Pendant la guerre de Trente Ans (1618-48), la ville est tour à tour occupée par les Suédois (1631), les Français (1644) et les armées impériales et espagnoles. La ville est durement touchée par la guerre, sa population décline de plus de la moitié : d'environ 8 000 à environ 3 500 habitants. En 1689, Kreuznach et le château Kauzenburg sont largement détruits par les Français au cours de la guerre de la Ligue d'Augsbourg (1688 à 1697).

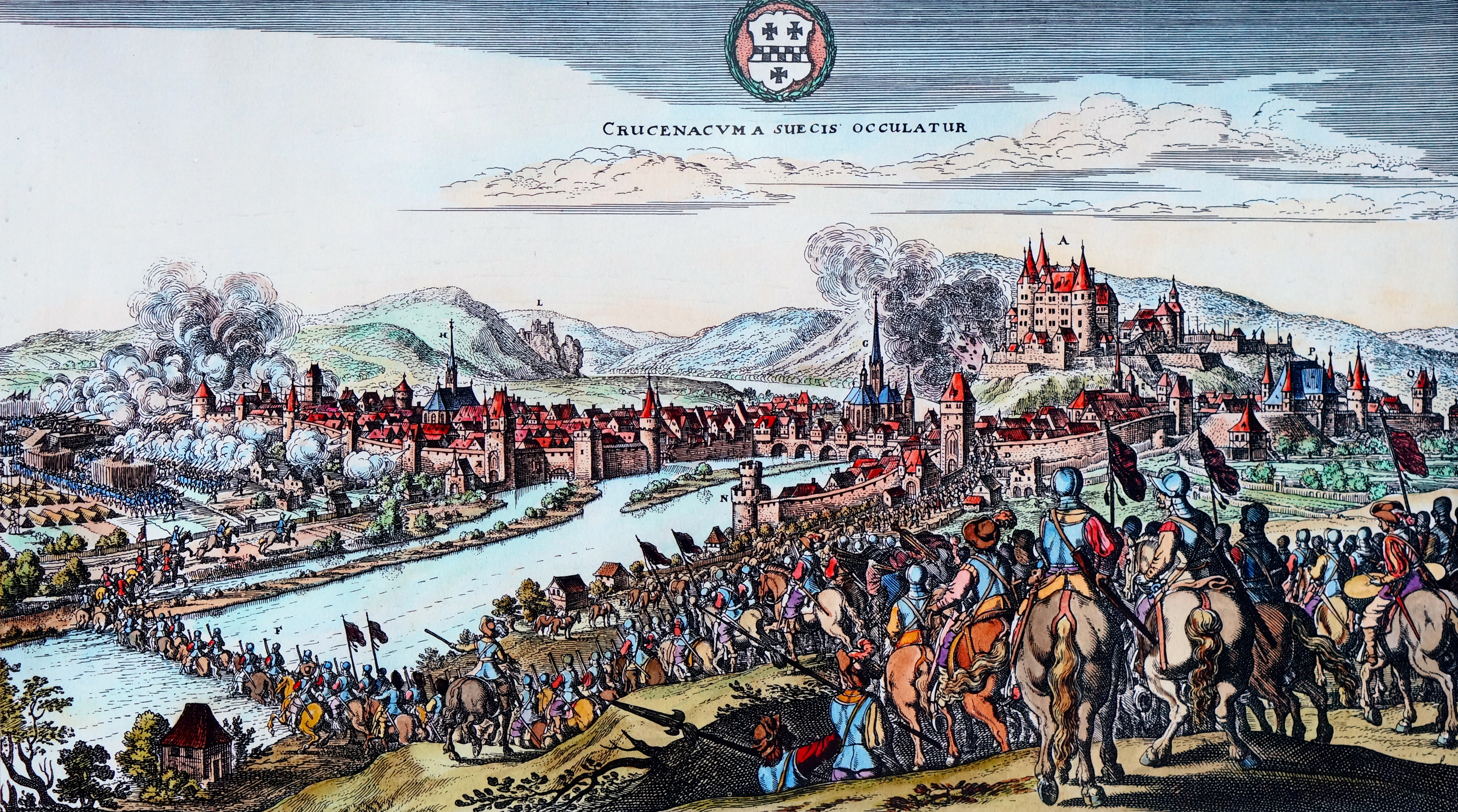
Prise par l'armée suédoise en 1631.

### L'époque contemporaine
En 1708, Kreuznach appartenait entièrement à l'électorat palatin.
Pendant la Révolution française et l'Empire napoléonien (1792-1814), Kreuznach a été annexée par la France, avec la partie sud de la région intégrée au département du Mont-Tonnerre et les régions au nord dans celui de Rhin-et-Moselle. André van Recum était président de régence à Kreuznach avant il devint conseiller au traité de Bâle (5 avril 1795). Le 10 novembre 1795 eut lieu le combat de Kreuznach.
À la fin de l'occupation française, l'administration bavaroise est basée à Kreuznach. Le congrès de Vienne attribue la région du grand-duché du Bas-Rhin, ce qui fait de Kreuznach une ville frontalière, avec le grand-duché de Hesse à l'est et la Bavière au sud.
En 1817, Johann Erhard Prieger (de) ouvre le pavillon de bain, d'abord avec de l'eau salée, posant la base d'une cure thermale en pleine expansion. En 1843, Karl Marx épouse Jenny von Westphalen dans l'église St-Paul.
La construction de la gare (Nahetalbahn) entre Bingerbrück et Sarrebruck en 1860 sert de base pour l'industrialisation de la ville. Cela conduit, avec la croissance continue de la popularité de la cure thermale, à une renaissance de la ville après des années de stagnation et de désastres militaires. Marcel Proust y fait un séjour avec sa mère en juillet 1895.
En 1891, trois frères franciscains de la Sainte Croix s'installent à Kreuznach. Deux ans plus tard, ils s'installent dans l'hôpital Kiskys-Wörth, le renomment St-Marienwörth (pour Marie, mère de Jésus) en 1905. En 1906, Karl Aschoff (de) y effectue la première radiothérapie avec le radon. Depuis 1948, les Frères ont transformé cet hôpital, avec les Sœurs de la Congrégation de Marie de l'Immaculée Conception, en un hôpital de soins standard.
Pendant la Première Guerre mondiale, les thermes de Kreuznach et d'autres hôtels et villas furent réquisitionnés le 2 janvier 1917 comme siège du quartier général impérial. Guillaume II a élu domicile dans le sanatorium et l'Oranienhof (de) a été utilisé par l'état-major. À plusieurs reprises, des conférences gouvernementales ou intergouvernementales sont organisées, notamment 23 avril, les 17 et 18 mai, le 7 octobre et le 19 décembre 1917.
Les inondations hivernales extrêmes à la mi-janvier 1918 ont amené la relocalisation du commandement suprême vers la ville belge de Spa. Après la guerre, Kreuznach faisait partie de la Rhénanie occupée par les troupes françaises stationnées dans la ville jusqu'en 1930 ; de nombreux hôtels sont démolis, en 1924, Kreuznach est renommé Bad Kreuznach.
Au début du régime nazi, Hugo Salzmann, membre du Parti communiste, organise la résistance contre les nouveaux dirigeants. En dépit de son incarcération, Salzmann a survécu à l'époque nazie et, en 1945, a siégé au conseil municipal. Les Juifs de l'arrondissement de Kreuznach sont emmenés en 1942 vers la Kolpinghaus, siège de l'administration du district, et de là, le 27 juillet, déportés au camp de concentration de Theresienstadt.
Les autres hôtels et les spas de Bad Kreuznach redeviennent le siège d'un commandement militaire de 1939 à 1940, cela grâce aux casernes et à la ligne de chemin de fer d'importance stratégique Berlin-Paris passant par la ville.
Le commandant de la ville, le lieutenant-colonel John Kaup, en n'offrant aucune résistance à l'avance alliée, préserve Bad Kreuznach de la destruction, : la ville est occupée par les Alliés, le 16 mars 1945, sans combats. Cependant, peu de temps auparavant, les troupes allemandes font sauter une partie de l'ancien pont sur la Nahe (Nahebrücke) et détruisent les têtes du pont.

### Depuis 1945
Bien que Bad Kreuznach ait été capturée par les Américains, la ville appartenait à la zone d'occupation française. Le Rheinwiesenlager près de Bad Kreuznach a acquis une notoriété pour les prisonniers de guerre allemands et internés. Dans la fin des années 1950, les unités de l'armée des États-Unis sont de nouveau stationnées dans la ville; jusqu'à la mi-2001, les forces américaines ont quatre casernes, un magasin de missiles, un champ de tir, un petit aérodrome et une petite unité de formation militaire. La dernière unité stationnée à Bad Kreuznach est la « Old Ironsides », la 1re division blindée.
Le général de Gaulle et le chancelier Konrad Adenauer ont tenu un sommet à Bad Kreuznach en 1958 : ce fut une des bases de la réconciliation franco-allemande.
Depuis 1963, Bad Kreuznach est jumelée avec Bourg-en-Bresse (Ain). De nombreux échanges municipaux, associatifs, scolaires ou encore économiques sont en place depuis.
La réforme administrative dans le Land de Rhénanie-Palatinat, le 7 juin 1969, a fusionné les municipalités précédemment indépendantes de Bosenheim, Planig, Ippesheim et Winzenheim dans la seule ville de Bad Kreuznach. Il était prévu que Rüdesheim an der Nahe devait également être intégrée, mais la municipalité a conservé son indépendance.
Les 29 et 30 octobre 1984, un nouveau sommet a eu lieu à Bad Kreuznach, entre le chancelier Helmut Kohl et le président de la République François Mitterrand. À l'occasion de ce 44e sommet franco-allemand, il est question de poursuivre la construction européenne, et notamment un projet de satellite franco-allemand suscite le débat. Le contexte de politique intérieure pour les deux dirigeants n'est pas très bon : Mitterrand est à un point bas dans les sondages d'opinion, alors que Kohl est indirectement soumis à un scandale politico-financier. Sur le plan symbolique, la France remet à la RFA un canon allemand capturé par les troupes révolutionnaires en 1799, pour témoigner de cette volonté de réconciliation.

## Lieux et monuments

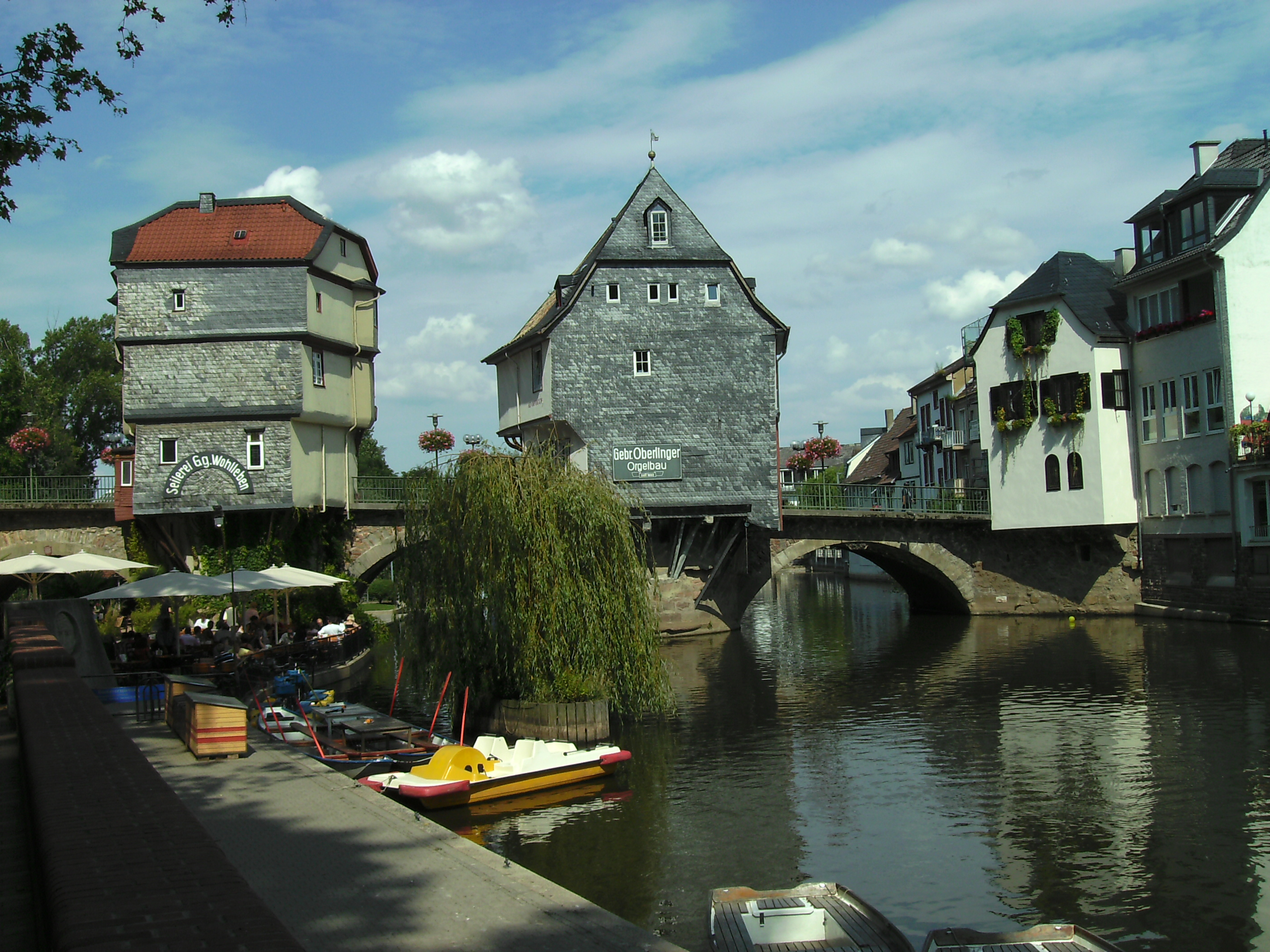
Le vieux pont en 2008.

- Les maisons du pont, construites au XVe siècle sur le pont qui enjambe la rivière Nahe dans le centre de Bad Kreuznach, le long de la Walkplatz.
- La Pauluskirche (de) (église Saint-Paul), où Karl Marx s'est marié à Jenny von Westphalen, en 1843.
- Le Kurhaus (construit 1913) est un hôtel et une maison de bain. Les bains qui donnent à la ville son nom contiennent le radon, gaz radioactif censé posséder des vertus curatives. Marcel Proust et sa mère séjournèrent en juillet 1898 et août 1897 dans un Kurhaus-Hotel[3].
- Le Dr-Faust-Haus (construit 1507) a été le foyer de Johann Georg Faust, l'alchimiste d'après qui l'histoire de Faust est supposée être fondée.
- Deux mosaïques datant d'une villa romaine (environ 250) sont exposées dans un musée sur le site, le Römerhalle (de). La pierre tombale de Tiberius Iulius Abdes Pantera y est également visible.

Les villas des riches citoyens construites durant l'Empire allemand (1871-1918) sont très typiques de la ville.

### Proximité
- Vallée de la Hanhe : ruines de l'Abbaye de Disibodenberg (Hildegarde de Bingen), près de Odernheim am Glan.

## Économie
Bad Kreuznach est fortement marquée par la viticulture avec une superficie de 666 ha, dont 77 % en vin blanc et 23 % en vin rouge, elle est la plus grande municipalité viticole dans la région proche et la septième de Rhénanie-Palatinat.
Bad Kreuznach possède environ 1 600 entreprises, fournissant 28 000 emplois, dont la moitié sont occupés par des personnes non résidentes dans la ville.
La structure économique se caractérise principalement par la présence de petites et moyennes entreprises, mais aussi de grandes entreprises comme le fabricant de pneus Michelin, le fabricant de machines KHS ou Schneider Kreuznach. Le secteur manufacturier est d'une grande importance, particulièrement bien représenté par l'industrie chimique (pneus, peinture, couleurs), l'industrie de l'optique, des constructeurs de machines et des sous-traitants de l'automobile.
Desservie pendant des décennies par les express Paris-Francfort, la gare de Bad-Kreuznach offre désormais des navettes ferroviaires en correspondance à Kaiserslautern de et vers Paris par le train à grande vitesse allemand ICE.
Par l'autoroute, Bad Kreuznach se situe près de l'aéroport de Francfort et peut attirer de nouveaux investisseurs.

## Personnalités nées dans la ville
- Jean-Baptiste Japuis (1747-1830), fabricant de toiles peintes.
- Ludwig Cauer (1866-1947), sculpteur.
- Stanislaus Cauer (1867-1943), sculpteur.
- Hans Driesch (1867-1941), philosophe et biologiste.
- Herbert Eimert (1897-1972), compositeur.
- Konrad Frey (1909-1974), gymnaste, sextuple médaillé olympique.
- Wolfgang Bötsch (1938-2017), homme politique.
- Günter Verheugen (1944-), homme politique.
- Thomas Schmidt (1976-), kayakiste, champion olympique.
- Manuel Friedrich, (1979-), footballeur.
- Julia Klöckner, (1972-), Présidente du Bundestag

## Jumelages
La ville de Bad Kreuznach est jumelée avec :
- Bourg-en-Bresse (France) depuis 1963
- Neuruppin (Allemagne) depuis 1990

## Sport
- SG Eintracht 02 Bad Kreuznach, club de football basé au Friedrich-Moebus-Stadion.

## Source de traduction
- (en) Cet article est partiellement ou en totalité issu de l’article de Wikipédia en anglais intitulé « Bad Kreuznach » (voir la liste des auteurs).